# Селиванов, Александр Юрьевич
Селиванов Александр Юрьевич (род. 23 марта 1971 года) — советский и российский хоккеист.

## Карьера
Воспитанник хоккейной школы московского «Спартака». С командой выиграл серебряные и бронзовые награды чемпионата СССР, дважды завоевывал Кубок Шпенглера. В составе сборной России выступал на Кубке «Известий» и других турнирах.
В 1994 году на драфте НХЛ был выбран клубом «Philadelphia Flyers».

## Достижения
- Обладатель Кубка Сауна 1992.
- Обладатель Кубка Германии 1992.
- Серебряный призёр чемпионата СССР 1991.
- Бронзовый призёр чемпионата СССР-СНГ 1992.
- Чемпион Нидерландов 2013.
- Обладатель Кубка Нидерландов 2012.
- Обладатель Кубка Шпенглера — 1989, 1990.
- Обладатель Приза «Три бомбардира» 1993.
- Участник матчей «Все звезды DEL» — 2002, 2004, 2005.
- Участник матчей «Все звезды чемпионата Нидерландов» 2012.

## Тренерская карьера
В 2011—2013 годах работал тренером в голландском HYS The Hague.
В 2013—2015 годах работал тренером в системе ХК «Адмирал».

## Административная карьера
С 28 декабря 2017 года — заместитель генерального директора ХК «Адмирал» по спортивной работе. В январе 2019 года покинул пост.

## Награды
— вице-чемпион СССР (1991) 

 — бронзовый призёр чемпионата СССР (1992) 

Обладатель Кубка Шпенглера — 1989, 1990 

 — чемпион Нидерландов (2013) 

Обладатель Кубка Нидерландов (2012)

Обладатель Приза «Три бомбардира» (1993) 

Участник игр «Все звёзды DEL» (2002, 2004, 2005)

Участник игр «Все звёзды чемпионата Нидерландов» (2012)

## Семья
Александр Селиванов был женат на дочери Фила Эспозито — Кэрри (умерла в 2012 году).
Сын Дилан Селиванов-Вале (род. 1993) в сезоне 2010/11 играл в молодёжном составе ХК «Дуйсбург». Второй сын — Нико Селиванов (род. 1998) — тоже занимается хоккеем.